# 顏玉光
颜玉光（530年—576年），字玉光，齐州（今山东省济南、章丘、济阳、禹城、齐河、临邑一带）人，齐文宣帝高洋后妃，陇西王高绍廉的生母。
颜玉光丽质天姿，以美色出众得幸于文宣帝高洋，天保元年（550年）入宫封为西曹嫔。天保四年（553年），生下皇五子陇西王高绍廉，进封弘德夫人。
武平七年（576年）八月廿六日，颜玉光去世，享年47岁，后主高纬追赠她为陇西太妃。由于当时北齐岌岌可危，战事吃紧，安葬于邺城西七十余里石门之右。

## 传記資料
- 《汉魏南北朝墓志汇编·大齐文宣皇帝弘德夫人墓志铭》：夫人颜氏，字玉光，齐州人。其先颜路之苗裔。联」华紫极，易世相承，至于夫人。丽质天姿，自古未」有。婉约风流，终然独绝。天保元年徵为西朝嫔。时为」帝上亲宠，六宦敬侍。天保四年，託育陇西殿下，转为」弘德夫人。但一生之运难置，百年之期易先。武平七年岁在庚申，」时年卌七，八月廿六日薨于邺城。昔西娥上月，一去不还；神女成」云，终如难见。诏赠太妃。又以京辇浮危，带山牢固，遂窆邺城」西七十馀里石门之右。其词曰：」美哉丽质，绝世无伦。华盖紫极，君王宠亲。何图且埋形壤」坟。朝闻罢肆，人百其身。呜呼哀哉，何道託神。
- 《北齐书》文宣四王传